# Karl Plagge
Karl Plagge, född 10 juli 1897 i Darmstadt, död där 19 juni 1957, var en tysk militär och ingenjör. Under andra världskriget räddade han minst 250 judar från förintelsen i Litauen genom att utfärda arbetstillstånd åt dem. År 2004 erkändes han som rättfärdig bland folken av Yad Vashem.